# فدوى محسن
فدوى محسن (26 فبراير 1941 - 19 مايو 2025) ممثلة سورية، شاركت في العديد من المسلسلات التلفازية السورية. وهي عضو في نقابة الفنانين في سوريا منذ عام 1975.

## أعمالها
- البقعة السوداء
- باب الحارة (الأجزاء 1 - 5).
- طرابيش
- الشريد
- الثعبان
- تلك الأيام
- عودة غوار (الأصدقاء)
- سباق للزواج
- أبناء القهر
- كوابيس منتصف الليل
- عصر الجنون
- المحطة 30
- انتقام الوردة
- الحوت
- الدبور
- ما ملكت أيمانكم (مسلسل)
- العشق الحرام
- عمر
- زمن البرغوت 2
- دنيا 2
- بلا غمد

### السينما
- سفر الأجنحة

## وفاتها
توفيت فدوى محسن يوم الاثنين 21 ذي القَعْدة 1446هـ الموافق 19 مايو 2025م، وأعلن الخبرَ ابنُها الممثِّل هامي البكار في حسابه في إنستجرام، ونعَتْها نقابة الفنانين السوريين في صفحتها الرسمية على فيسبوك.

## وصلات خارجية
- فدوى محسن على موقع قاعدة بيانات الأفلام العربية